# Euphorbia trialata
Euphorbia trialata là một loài thực vật có hoa trong họ Đại kích. Loài này được (Huft) V.W.Steinm. mô tả khoa học đầu tiên năm 2002.